# Maxillariella pardalina
Maxillariella pardalina är en orkidéart som först beskrevs av Leslie Andrew Garay, och fick sitt nu gällande namn av Mario Alberto Blanco och Germán Carnevali. Maxillariella pardalina ingår i släktet Maxillariella och familjen orkidéer. Inga underarter finns listade i Catalogue of Life.